# Tetrazygia cordata
Tetrazygia cordata är en tvåhjärtbladig växtart som beskrevs av Brother Alain. Tetrazygia cordata ingår i släktet Tetrazygia och familjen Melastomataceae. Inga underarter finns listade i Catalogue of Life.